# Claude Brugerolles
Claude Jean Maurice Brugerolles (* 15. August 1931 in Champigny-sur-Marne; † 21. November 1978 in Pithiviers) war ein französischer Radrennfahrer und nationaler Meister im Radsport.

## Sportliche Laufbahn
Brugerolles war im Bahnradsport und im Straßenradsport aktiv. Er war Teilnehmer der Olympischen Sommerspiele 1952 in Helsinki. In der Mannschaftsverfolgung wurde Frankreich mit Henri Andrieux, Pierre Michel, Jean-Marie Joubert und Claude Brugerolles Vierter.
1951 gewann er mit Jean Thaurin, Pierre Michel und Jean Petotot die nationale Meisterschaft im Mannschaftszeitfahren. Auf der Straße war er 1953 im Eintagesrennen Grote Prijs Laken erfolgreich. Er startete für den Verein VC Courbevoie-Asnières.